# .lr
.lr為利比里亞國家及地區頂級域（ccTLD）的域名，於1997年4月9日啟用。只有利比里亞當地的機構和個人才有資格註冊域名。

## 二级域名
- com.lr : 商业
- edu.lr : 授予学士学位的学校
- gov.lr : 政府实体
- org.lr : 非盈利组织
- net.lr : 仅限网络基础设施

## 外部連結
- IANA .lr whois information（页面存档备份，存于）
- .lr domain registration website（页面存档备份，存于）